# Liên đậu

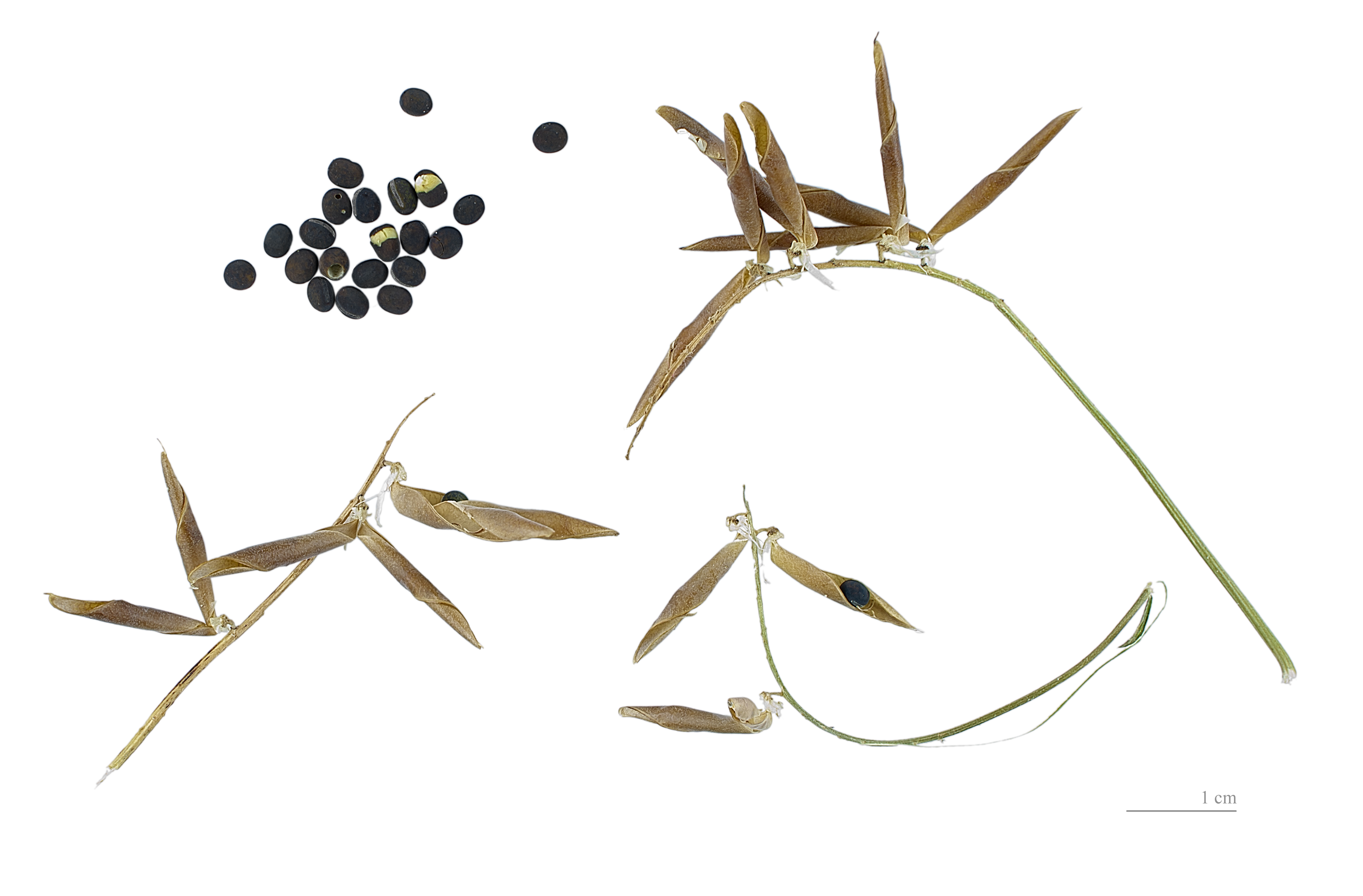
Vicia cracca

Liên đậu hay điêu tử (danh pháp: Vicia cracca), là loài thực vật thuộc họ Đậu, bản địa châu Âu và châu Á. 

## Hình ảnh

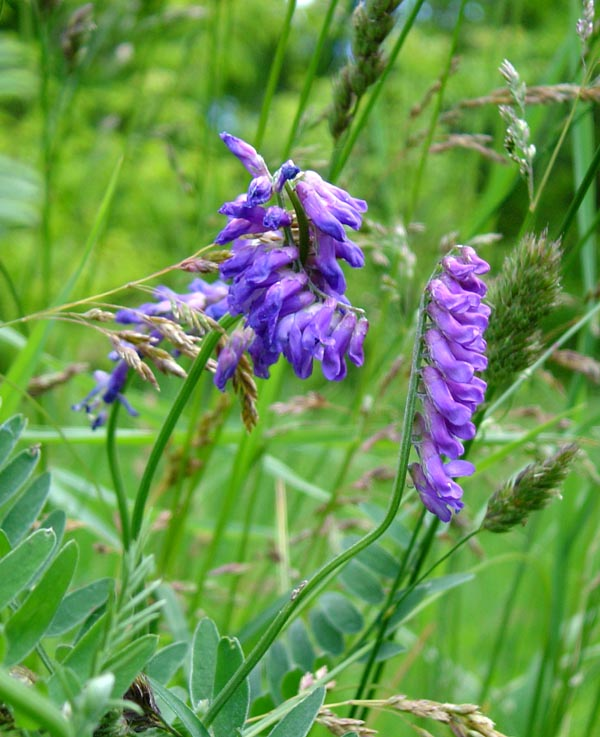
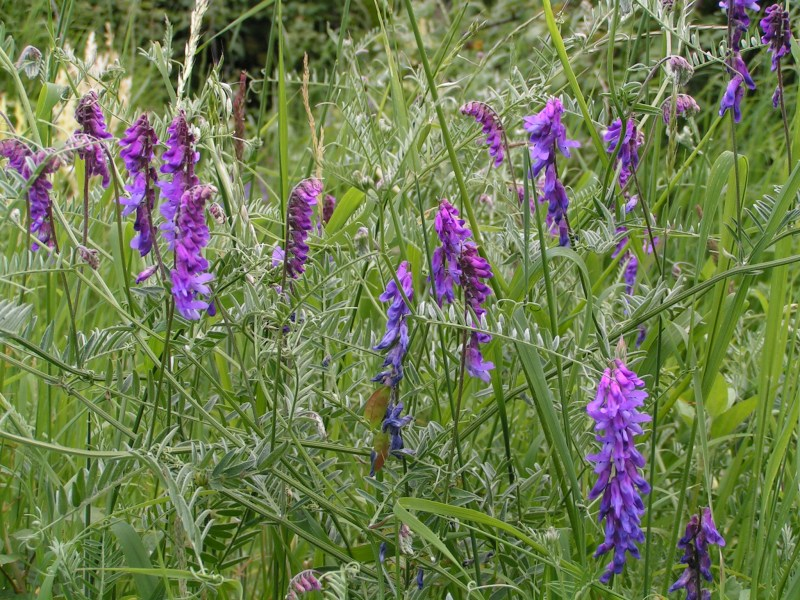
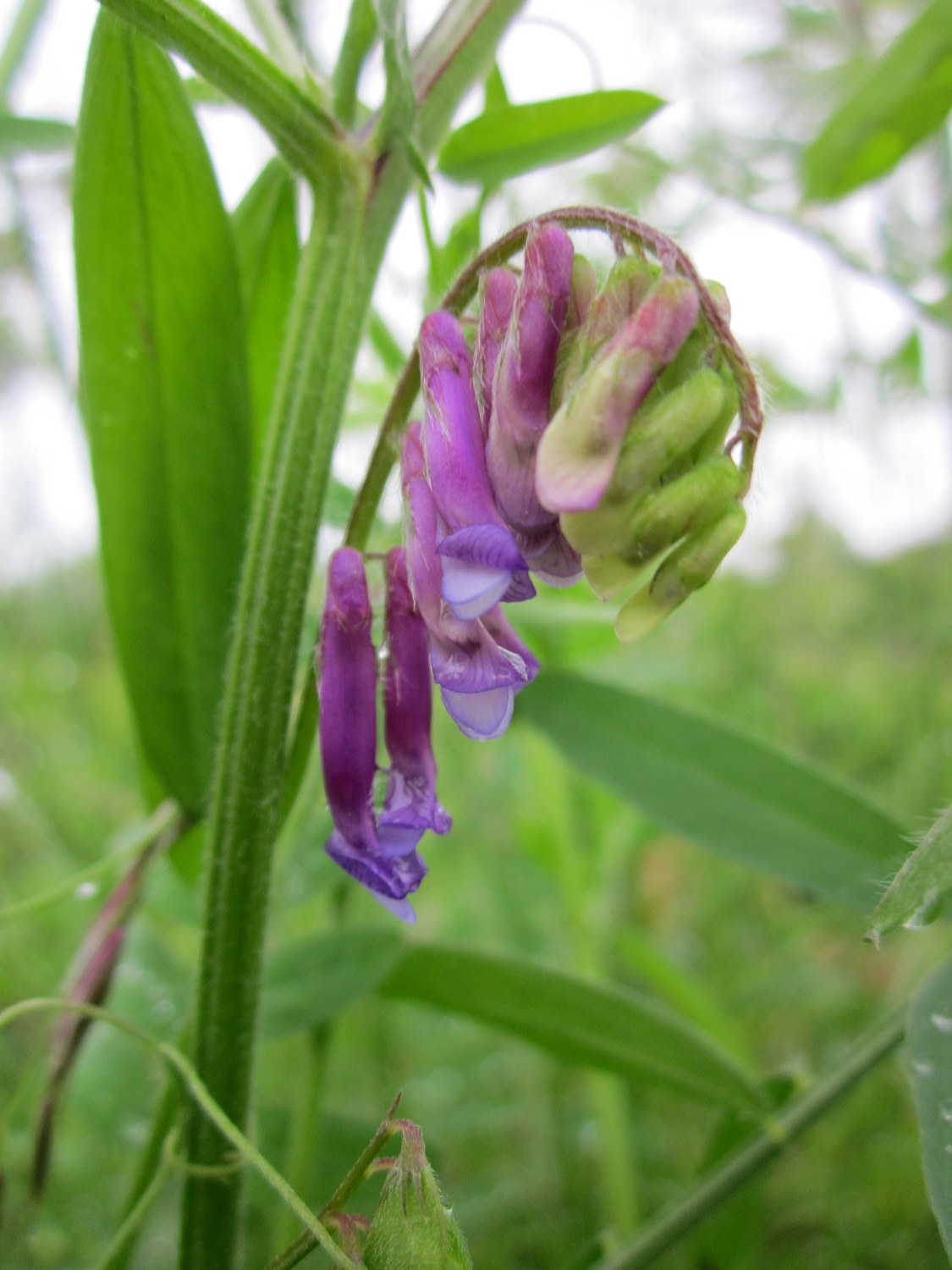
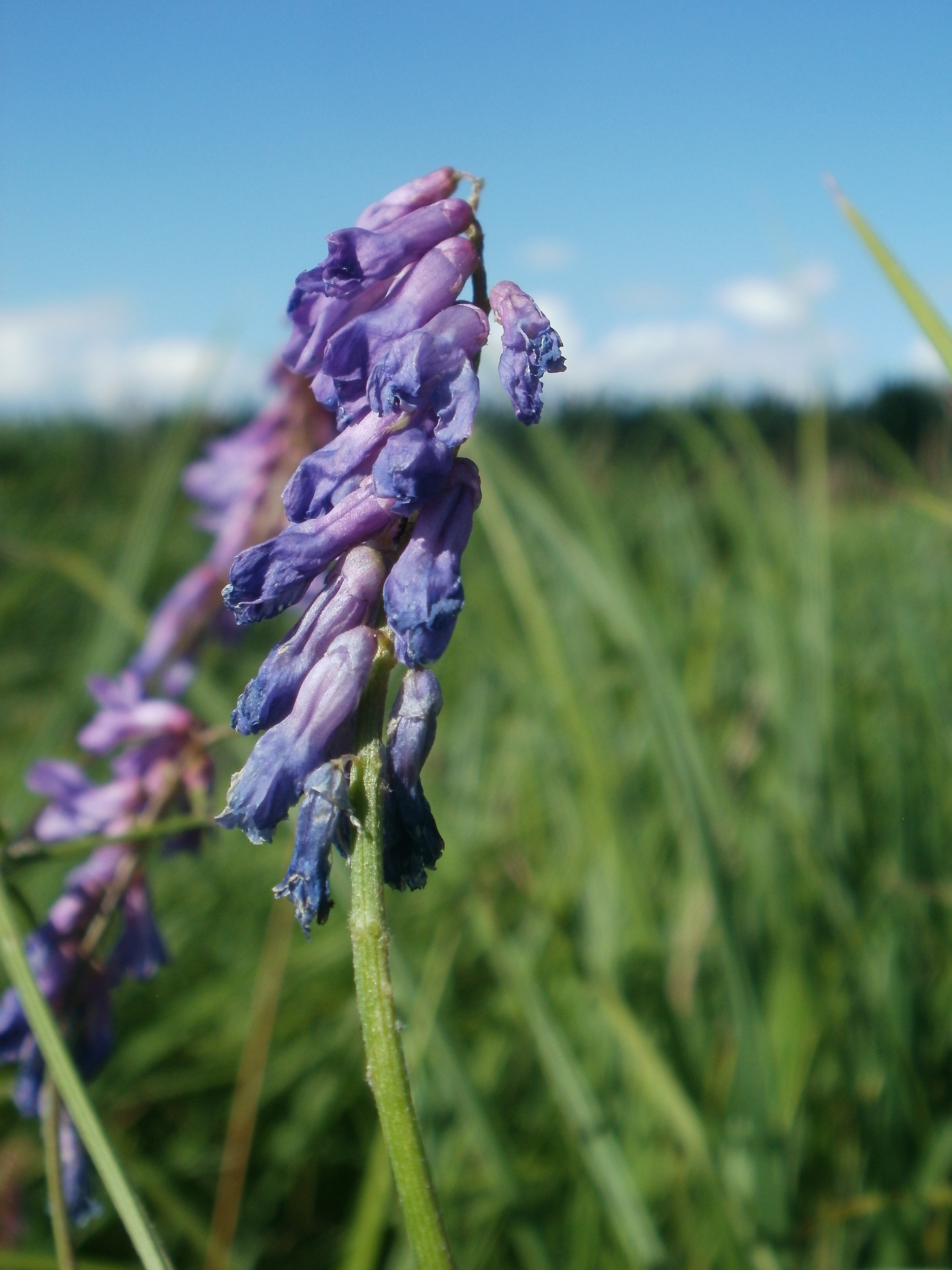